# NGC 7322
NGC 7322 је лентикуларна галаксија у сазвежђу Ждрал која се налази на NGC листи објеката дубоког неба.
Деклинација објекта је - 37° 13' 53" а ректасцензија 22h 37m 51,4s. Привидна величина (магнитуда) објекта NGC 7322 износи 13,6 а фотографска магнитуда 14,5. NGC 7322 је још познат и под ознакама NGC 7334, ESO 405-33, MCG -6-49-10, PGC 69365.